# Kezia
Kezia (AFI: [kəˈzaɪə]) es el álbum debut de la banda de mathcore y metal progresivo Protest the hero. Es considerado un álbum conceptual.
Las letras cuentan la historia de una mujer llamada Kezia y su ejecución por un pelotón de fusilamiento. Esta es "relatada" en la perspectiva de tres personajes: el sacerdote que preside su ejecución, uno de los guardias de la prisión que está por asesinarla y la propia Kezia. Cada personaje está designado a una sección de tres canciones dentro del disco, con un retrospectivo sencillo final concluyendo el álbum. Según la banda cada uno de los tres personajes representa un aspecto de ellos mismos.

## Lista de canciones
Todas las canciones escritas y compuestas por Protest the Hero. 
| N.º | Título                          | Duración |  |
| 1.  | «No Stars Over Bethlehem»       | 3:48     |  |
| 2.  | «Heretics and Killers»          | 3:09     |  |
| 3.  | «Divinity Within»               | 4:32     |  |
| 4.  | «Bury the Hatchet»              | 3:23     |  |
| 5.  | «Nautical»                      | 2:57     |  |
| 6.  | «Blindfolds Aside»              | 6:01     |  |
| 7.  | «She Who Mars the Skin of Gods» | 3:51     |  |
| 8.  | «Turn Soonest to the Sea»       | 6:21     |  |
| 9.  | «The Divine Suicide of K»       | 5:10     |  |
| 10. | «A Plateful of Our Dead»        | 4:29     |  |